# Epidius denisi
Epidius denisi là một loài nhện trong họ Thomisidae.
Loài này thuộc chi Epidius. Epidius denisi được Roger de Lessert miêu tả năm 1943.